# 조정은 (1996년)
조정은(1996년 3월 10일~)은 대한민국의 배우이다.

## 학력
- 2002년 ~ 2008년 서울신방학초등학교
- 2008년 ~ 2011년 방학중학교
- 2011년 ~ 2014년 영파여자고등학교
- 2015년 ~  한국외국어대학교 재학

## 출연

### 방송

#### 드라마
- 2002년 MBC 《사랑을 예약하세요》 - 장상은 역
- 2003년 MBC 《1%의 어떤 것》
- 2003년 MBC 《대장금》 - 어린 서장금 역 (이영애 아역)
- 2007년 SBS 《왕과 나》 - 어린 버들이 역 (김정민 아역)
- 2010년 KBS 2TV 《제빵왕 김탁구》 - 어린 신유경 역 (유진 아역)
- 2010년 tvN 《조선X파일 기찰비록》 - 붉은 눈의 정체 - 양주 목사 딸, 숙미 역
- 2010년 E채널 《비밀기방 앙심정》 - 궁궐 의녀 역
- 2011년 OCN 《뱀파이어 검사》 - 현주 역
- 2012년 JTBC 《인수대비》 - 정순왕후 송씨 역
- 2012년 KBS 2TV 《드림하이 2》 - 고등학생 신해풍 역 (특별 출연)
- 2012년 SBS 《바보엄마》 - 어린 김선영 역 (하희라 아역)
- 2012년 채널A 《불후의 명작》 - 어린 강산해 역 (임예진 아역)
- 2012년 MBC 《못난이 송편》 - 이세진 역
- 2013년 MBC 《투윅스》 - 어린 박재경 역 (김소연 아역)
- 2015년 MBC 《화정》 - 김개시 역 (김여진 아역)

#### 시트콤
- 2003년 SBS 《압구정 종갓집》 - 백준규의 딸 백정은 역

### 영화
- 2005년 《초승달과 밤배》 - 명철네 역
- 2006년 《귀여운 천재》
- 2006년 《초반보보》
- 2012년 《원더풀 라디오》 - 다희 역
- 2018년 《궁합》 - 백이 역

### 광고
- 2003년 삼육식품 검은참깨두유 (양미경, 김진만과 함께 출연)
- 2004년 오뚜기 진라면 (신성우, 서혜린과 함께 출연)
- 2004년 기탄교육 기탄수학 - 엄마는 가장 좋은 선생님입니다 편 (이문세와 함께 출연)
- 2004년 쿠쿠전자 쿠쿠 - 대장금 편 (김희애와 함께 출연)
- 2007년 농림부 한우자조금관리위원회 - 이 땅위에 자존심 (임호)와 함께 출연